# Saint-Martial-de-Gimel
Saint-Martial-de-Gimel település Franciaországban, Corrèze megyében. Lakosainak száma 485 fő (2022. január 1.). Saint-Martial-de-Gimel Chanac-les-Mines, Clergoux, Espagnac, Eyrein, Gimel-les-Cascades, Saint-Priest-de-Gimel és Laguenne-sur-Avalouze községekkel határos.

## Népesség
A település népessége az elmúlt években az alábbi módon változott:
| Lakosok száma | 497  | 471  | 487  | 495  | 469  | 483  | 487  | 481  | 478  | 485  |
|               | 1968 | 1982 | 1990 | 2006 | 2013 | 2015 | 2017 | 2019 | 2020 | 2022 |